# Polyscias scutellaria
Polyscias scutellaria är en araliaväxtart som först beskrevs av Nicolaas Laurens Nicolaus Laurent Burman, och fick sitt nu gällande namn av Francis Raymond Fosberg. Polyscias scutellaria ingår i släktet Polyscias och familjen araliaväxter. Inga underarter finns listade.

## Bildgalleri

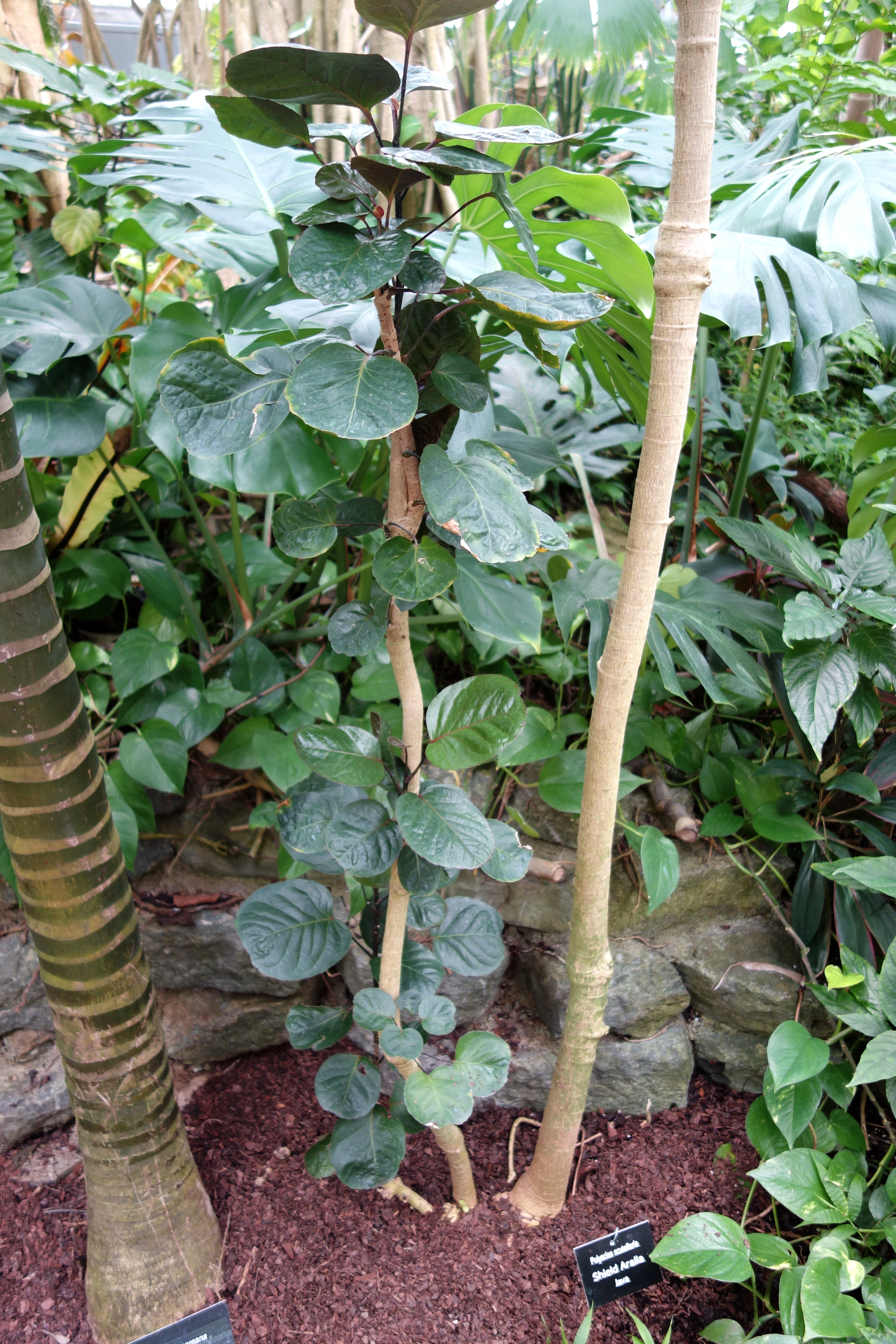
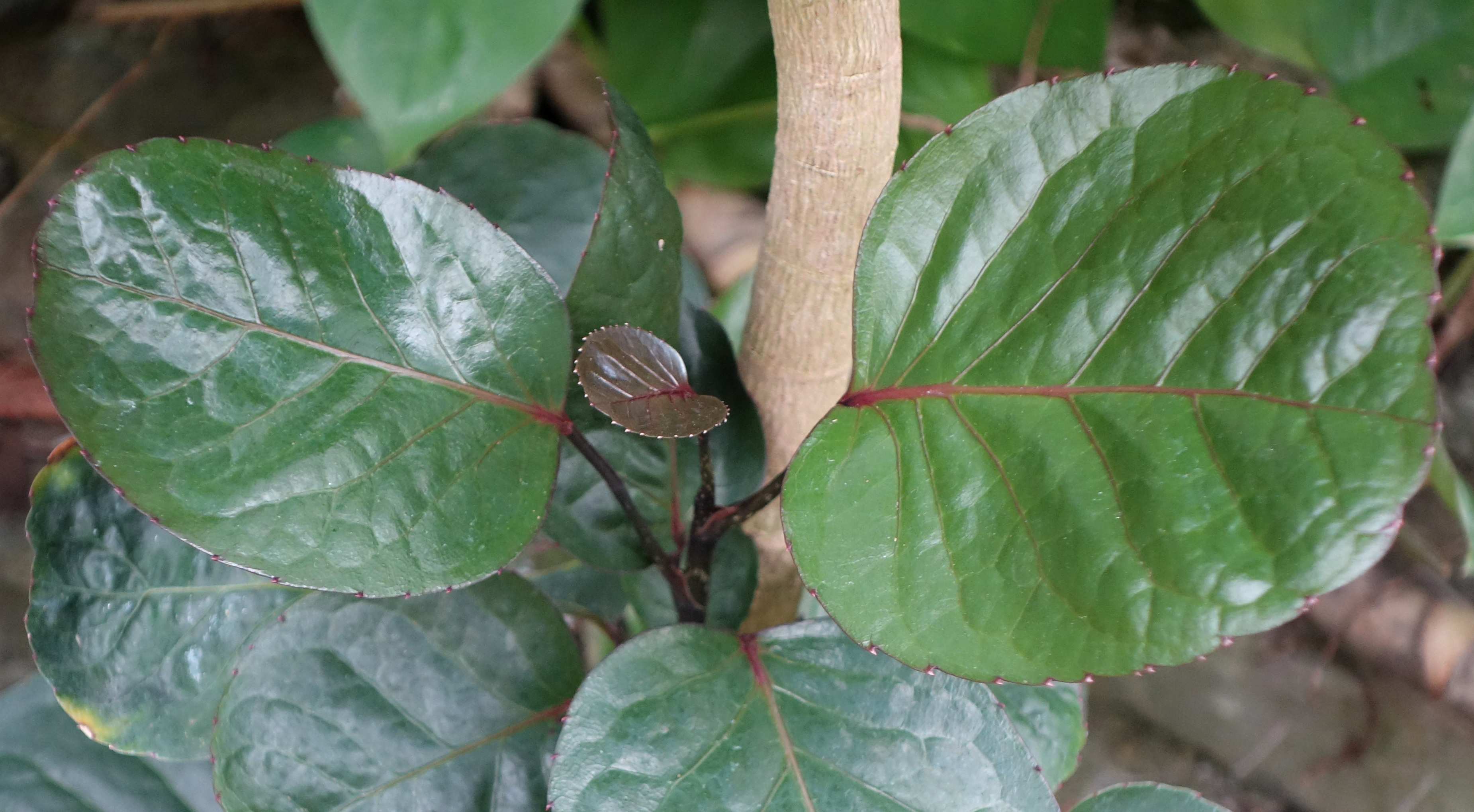
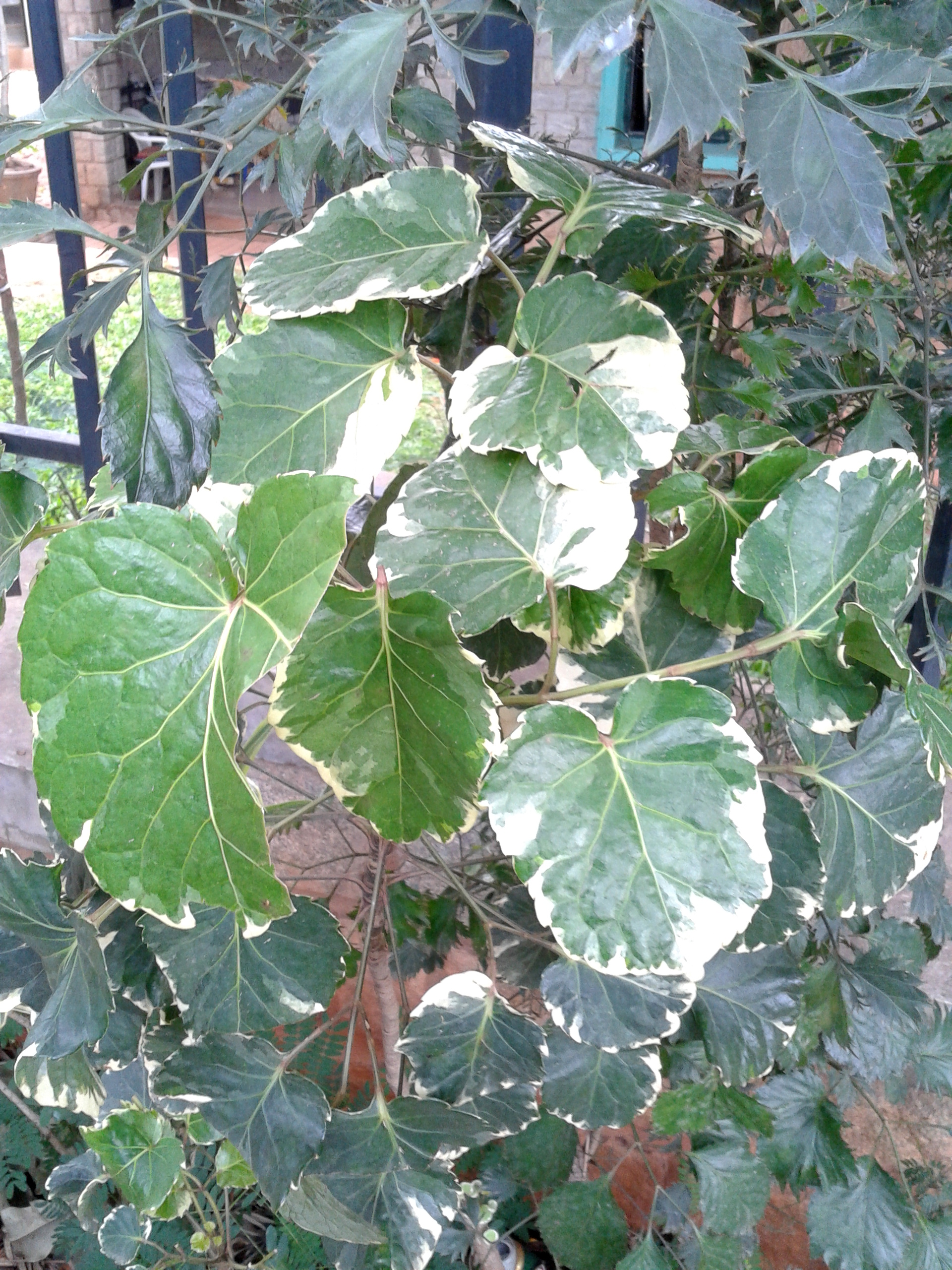
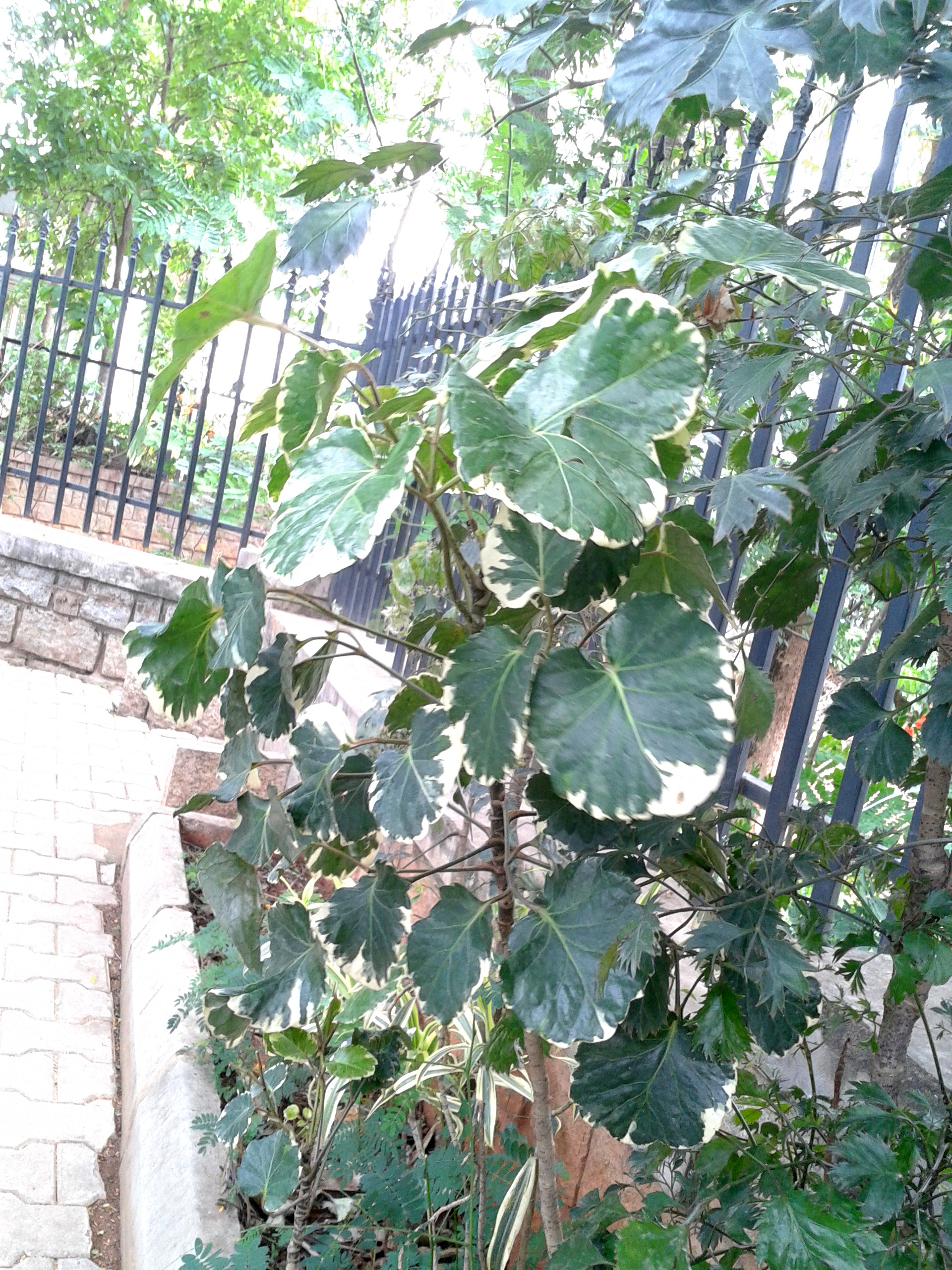
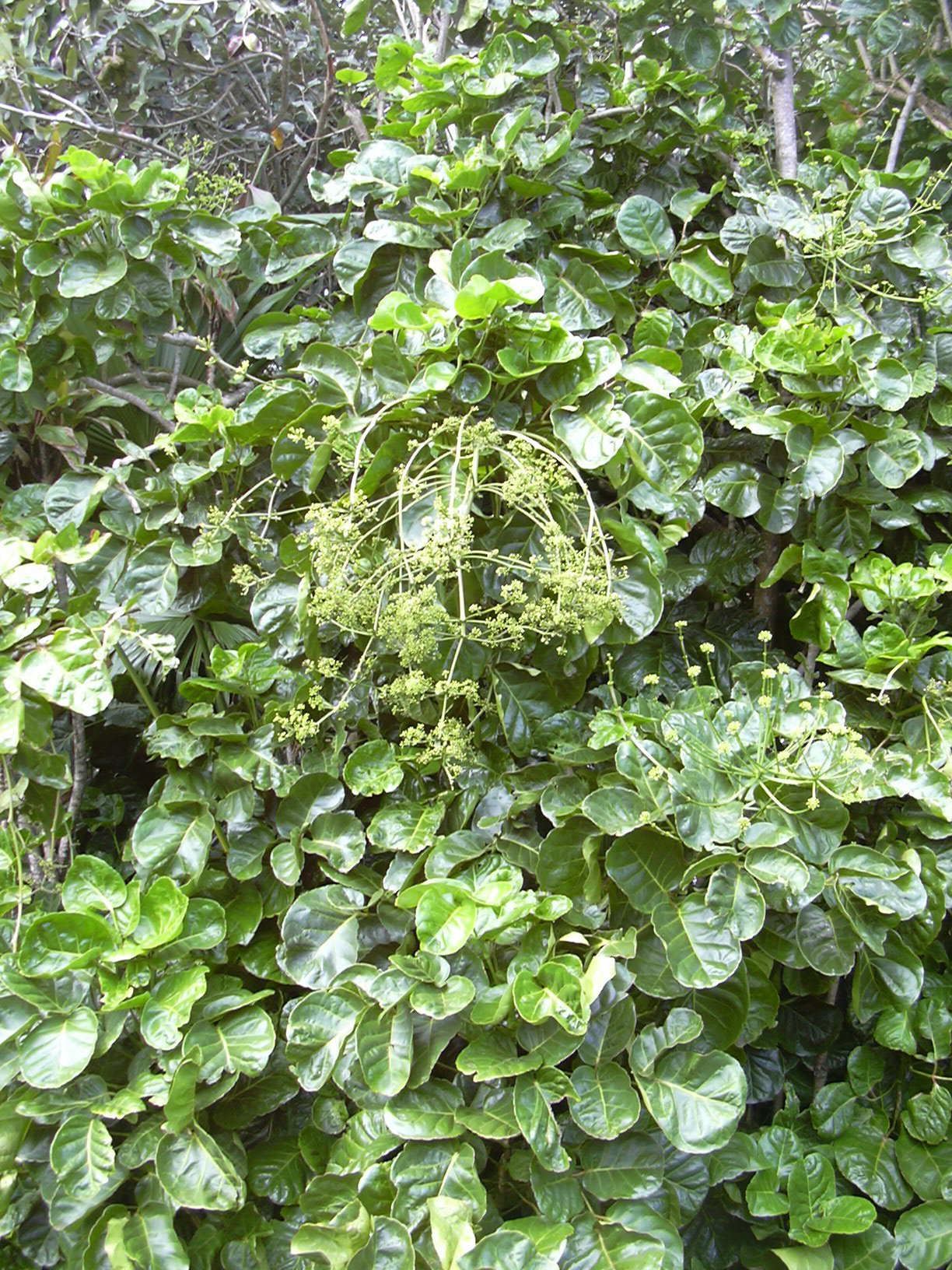
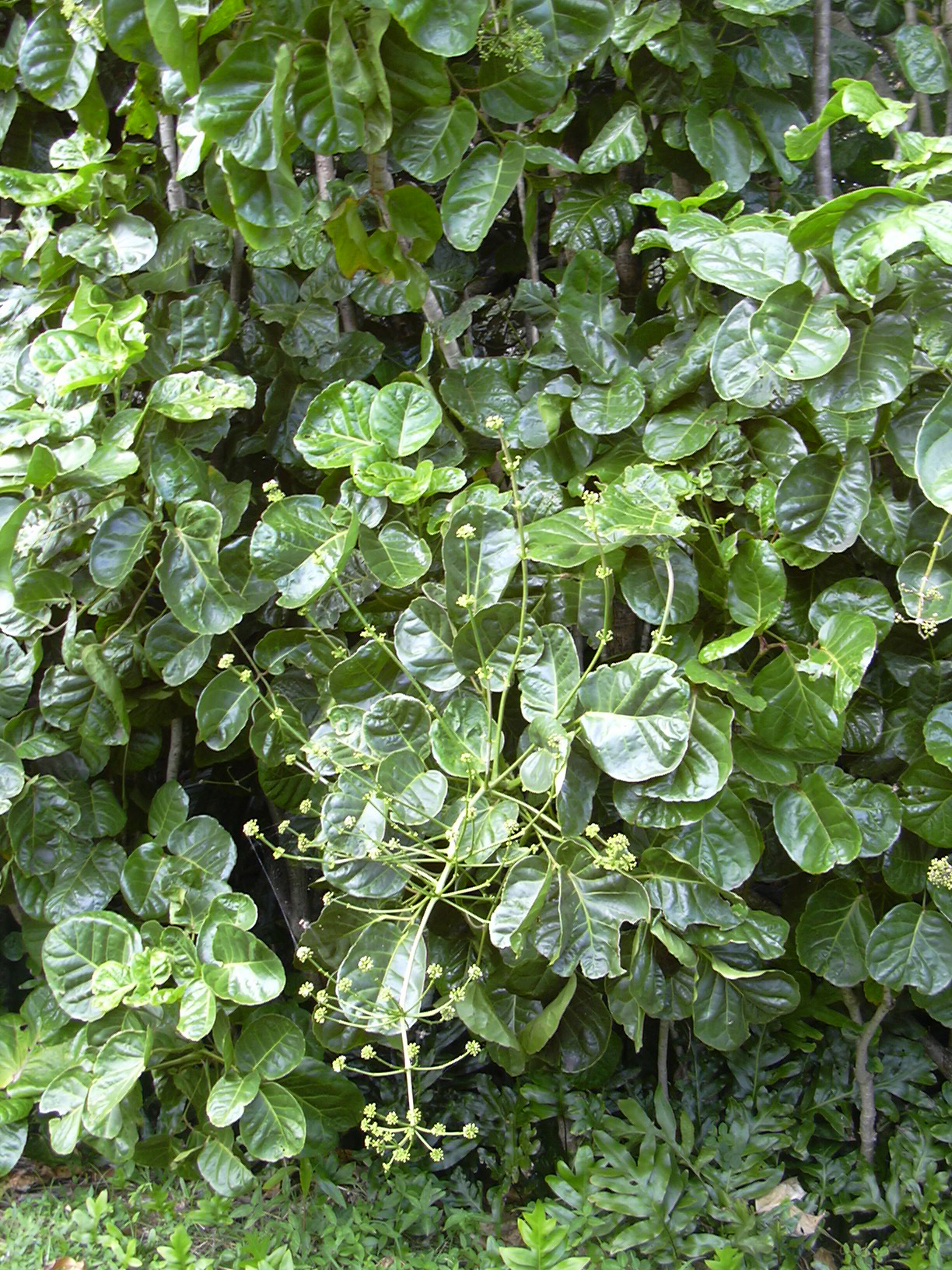